# Stanisław Antoni Zygmunt Okolski
Stanisław Antoni Zygmunt Okolski (ur. 1 maja 1838 w Małachowicach, zm. 30 października 1897 w Warszawie) – prawnik, profesor Szkoły Głównej Warszawskiej i Cesarskiego Uniwersytetu Warszawskiego, adwokat, publicysta. Po ukończeniu Gimnazjum w Płocku studiował na Wydziale Prawa Uniwersytetu w Moskwie, a od 1859 r. na Uniwersytecie Petersburskim. Stopień kandydata prawa uzyskał w 1861 r. i rozpoczął aplikację sądową w Warszawie.
W 1862 r. wyjechał do Paryża na dalsze studia; współpracował tam z Biurem Hotelu Lambert jako znawca stosunków polsko-rosyjskich, ale kontakty te, w związku z rozbieżnością poglądów O. z konserwatywną częścią członków Biura, szybko zostały zerwane.
Pisał artykuły do emigracyjnych czasopism rosyjskich, m.in. do redagowanego przez Aleksandra Hercena pisma „Kołokoł”.
Po powrocie do kraju, dzięki wsparciu dziekana Wydziału Prawa i Administracji Szkoły Głównej, Jana K. Wołowskiego, otrzymał stypendium naukowe na dalsze studia na uniwersytetach niemieckich, m.in. w Berlinie, dokąd wyjechał w marcu 1863 r. W 1864 r. w Jenie uzyskał stopień doktora obojga praw. Po powrocie do Warszawy kontynuował aplikację sądową, a w styczniu 1865 r. został wykładowcą procedury karnej w Szkole Głównej. W końcu tego roku został profesorem nadzwyczajnym prawa państwowego i administracyjnego. Po przekształceniu Szkoły Głównej w Cesarski Uniwersytet Warszawski pozostał na uczelni jako profesor nadzwyczajny, a od 1885 r. – zwyczajny. Na emeryturę przeszedł w 1894 r. Jednocześnie praktykował jako prawnik: w 1867 r. był patronem przy Trybunale Cywilnym, w 1868 r. adwokatem przy Sądzie Apelacyjnym Królestwa Polskiego, w 1872 r. obrońcą przy Senacie Rządzącym, wreszcie – od 1876 do 1886 r. – adwokatem przysięgłym.
Uczestniczył w tworzeniu warszawskich czasopism prawniczych: „Przeglądu Sądowego”, a następnie (od 1873 r.) „Gazety Sądowej Warszawskiej”.
Współpracował z Wielką Encyklopedią Powszechną Ilustrowaną jako kierownik jej działu prawnego. Od 1890 r. był członkiem Komitetu Kasy imienia Józefa Mianowskiego; w 1894 r. został jej prezesem. Funkcję tę piastował do śmierci w 1897 r.